# Kappa (fusée)
Pour les articles homonymes, voir Kappa (homonymie).

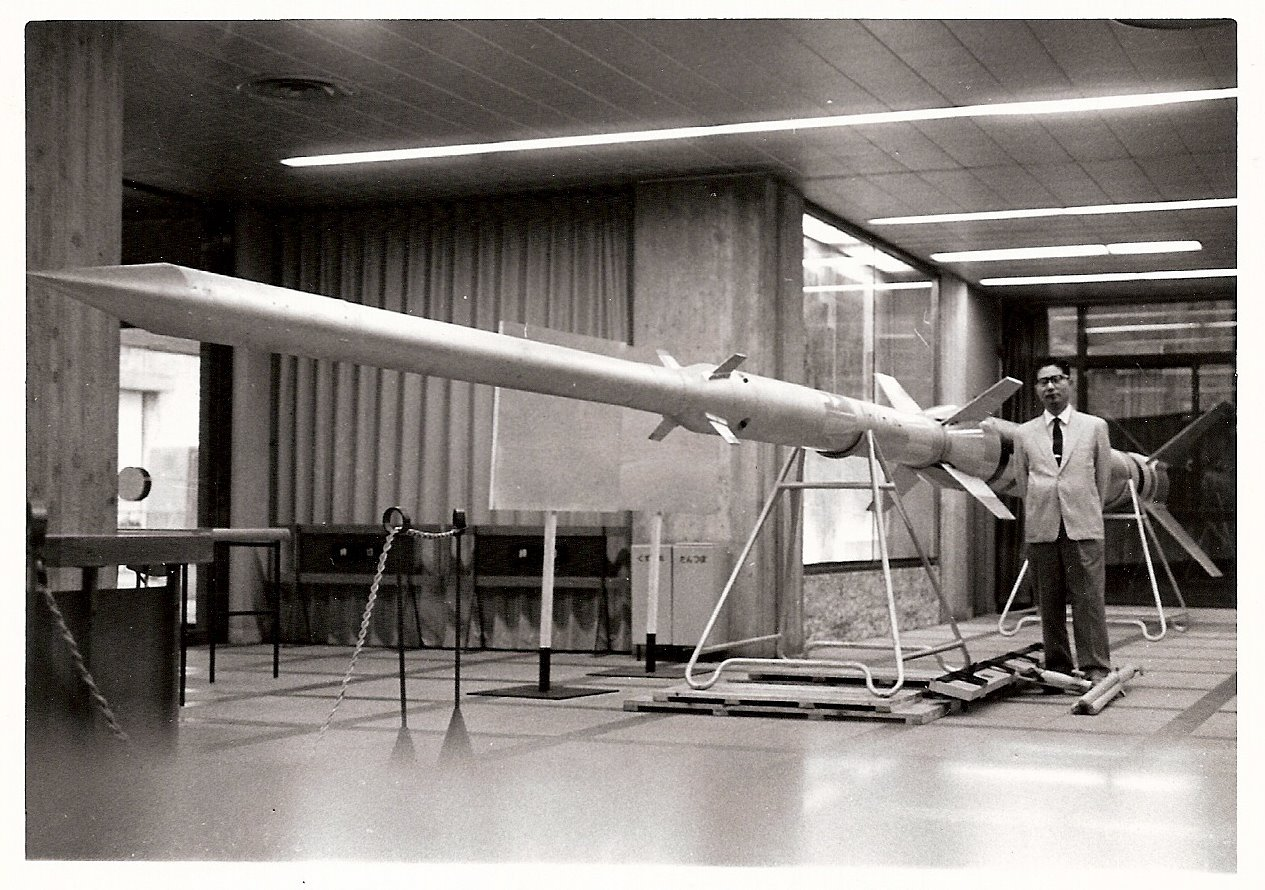
Une Kappa-9L et à ses côtés Hideo Itokawa.

Kappa est le nom d'une famille de fusées-sondes japonaise qui a été utilisée de 1956 à 1988.
Les Kappa, conçues par une équipe de scientifiques de l'université de Tokyo dirigé par Hideo Itokawa, ont permis aux ingénieurs japonais de mettre au point des propulseurs à ergol solide et composite pour leurs familles de lanceurs. Comme fusée-sonde, les Kappa ont également rempli divers objectifs scientifiques comme l'étude des différentes couches de l'atmosphère . Ce n'est qu'avec les fusées Lambda de la Institute of Space and Astronautical Science que le Japon atteint l'espace et place en orbite son premier satellite en orbite, Ōsumi, le 11 février 1970.
À l'exception de la première et septième version de cette famille, toutes les fusées Kappa ont deux ou trois étages. Avec un total de 179 lancements pour 6 échecs, les Kappa ont un taux de réussite de 96,65 % .
Les fusées Kappa à plusieurs étages présentent la particularité d'être pour certaines composées d'étages de différentes versions. Ainsi la Kappa 9L à trois étages avait pour premier étage une base de Kappa 9L surmontée d'une Kappa 5 à deux étages. Elle-même composée d'un premier étage de Kappa 5 et d'un second étage d'une Kappa 6H.

## Versions
| Nom       | Nombre de lancement (succès / échec) | Premier lancement | Dernier lancement | Apogée |
| --------- | ------------------------------------ | ----------------- | ----------------- | ------ |
| Kappa 1   | 7 / 0                                | 24 septembre 1956 | 13 décembre 1956  | 40 km  |
| Kappa 2   | 1 / 0                                | 30 avril 1957     | 30 avril 1957     | 40 km  |
| Kappa 3   | 3 / 0                                | 2 mai 1957        | 26 juillet 1957   | 40 km  |
| Kappa 4   | 3 / 0                                | 20 septembre 1957 | 18 juin 1961      | 80 km  |
| Kappa 5   | 2 / 0                                | 20 avril 1958     | 26 mai 1958       | 80 km  |
| Kappa 6   | 18 / 2                               | 16 juin 1958      | 17 septembre 1960 | 70 km  |
| Kappa 6H  | 1 / 0                                | 29 septembre 1960 | 29 septembre 1960 | 85 km  |
| Kappa 7   | 1 / 0                                | 18 novembre 1959  | 18 novembre 1959  | 50 km  |
| Kappa 8   | 20 / 1                               | 28 mars 1960      | 2 septembre 1970  | 160 km |
| Kappa 8L  | 12 / 0                               | 23 août 1962      | 10 décembre 1966  | 200 km |
| Kappa 9L  | 2 / 0                                | 1er avril 1961    | 26 décembre 1961  | 350 km |
| Kappa 9M  | 80 / 2                               | 25 novembre 1962  | 25 janvier 1988   | 350 km |
| Kappa 10  | 15 / 0                               | 8 novembre 1965   | 26 août 1980      | 742 km |
| Kappa 10C | 3 / 1                                | 12 janvier 1969   | 13 septembre 1970 | 250 km |
| Kappa 10S | 1 / 0                                | 28 août 1965      | 28 août 1965      | 750 km |

À cela s'ajoute dix lancements tests de deux types de maquettes (K150 et K245) et d'un étage (S-250) .

### Sources
- (en) Brian Harvey, Henk H F Smid et Theo Pirard, Emerging space powers : The new space programs of Asia, the Middle East ans South America, Springer Praxis, 2010 (ISBN 978-1-4419-0873-5)
- (en) Hideo Itogawa et al., SURVEY OF JAPANESE SPACE PROGRAM WITH EMPHASIS ON KAPPA AND LAMBDA TYPE OBSERVATION ROCKETS, NASA, 1963, 449 p. (lire en ligne)compilation de notes techniques sur les fusées sondes Kappa, la mise au point de la fusée sonde Lambda et la création du Centre spatial de Uchinoura (traduit par la NASA)